# 1-Hexen
1-Hexen (Betonung auf der zweiten Silbe) ist eine benzinartig riechende, farblose Flüssigkeit. Es gehört zur Gruppe der Alkene (genauer der Hexene) mit der Summenformel C6H12. Diese Gruppe bildet insgesamt 18 Isomere.

## Vorkommen
1-Hexen ist ein Bestandteil von Erdöl-Crackprodukten.

## Eigenschaften
1-Hexen ist eine farblose Flüssigkeit, die bei Normaldruck bei 63 °C siedet. Die Dampfdruckfunktion ergibt sich nach Antoine entsprechend log10(P) = A−(B/(T+C)) (P in bar, T in K) mit A = 3,99063, B = 1152,971 und C = −47,301 im Temperaturbereich von 289 bis 337 K. In Wasser ist die Flüssigkeit nahezu unlöslich. 1-Hexen bildet leicht entzündliche Dampf-Luft-Gemische. Die Verbindung hat einen Flammpunkt bei −26 °C. Die untere Explosionsgrenze (UEG) liegt bei 1,2 Vol.‑%. Die Zündtemperatur beträgt 255 °C. Der Stoff fällt somit in die Temperaturklasse T3.

## Verwendung
1-Hexen wird zur Erzeugung von Kurzkettenverzweigungen als Comonomer bei der Produktion von Polyethylen (LLDPE) eingesetzt und als Ausgangsstoff für zahlreiche chemische Umsetzungen (z. B. von linearen Aldehyden durch Oxosynthese) verwendet.

## Sicherheitshinweise
Hexen reizt bei direktem Kontakt und in gasförmigem Zustand stark die Augen und Atemwege. In hohen Dosen wirkt Hexen narkotisch. Hexen ist deutlich wassergefährdend (WGK 2). Hexen entfettet die Haut.